# Молодёжный (Красносельский район)
Молодёжный — поселок в Красносельском районе Костромской области. Входит в состав Боровиковского сельского поселения.

## География
Находится в юго-западной части Костромской области на расстоянии приблизительно 15 км на север-северо-запад по прямой от районного центра поселка Красное-на-Волге на правом берегу реки Покша недалеко от ее устья.

## История
Существование поселка связано было долгие годы с функционированием базы отдыха молодежи "Волгарь, построенной в 1974 году. С 2000 года это пансионат отдыха «Волгарь», позднее гранд отель «Аристократ».

## Население
Постоянное население составляло 165 человек в 2002 году (русские 96 %), 197 в 2022.